# 水原世界盃競技場
水原世界盃競技場（：／ Suwon Woldeukeop Gyeonggijang）是一個位於韓國水原市的一個足球場館，佔地425,000平方米。它的主球場是2002年世界盃的其中一個比賽場地。比賽完結後，球場成為了K聯賽球隊水原三星的主場。
整個場館設有一個世界盃主球場（44,031個座位）、一個輔助球場（1,000個座位）、訓練球場及人造草球場。

## 照片

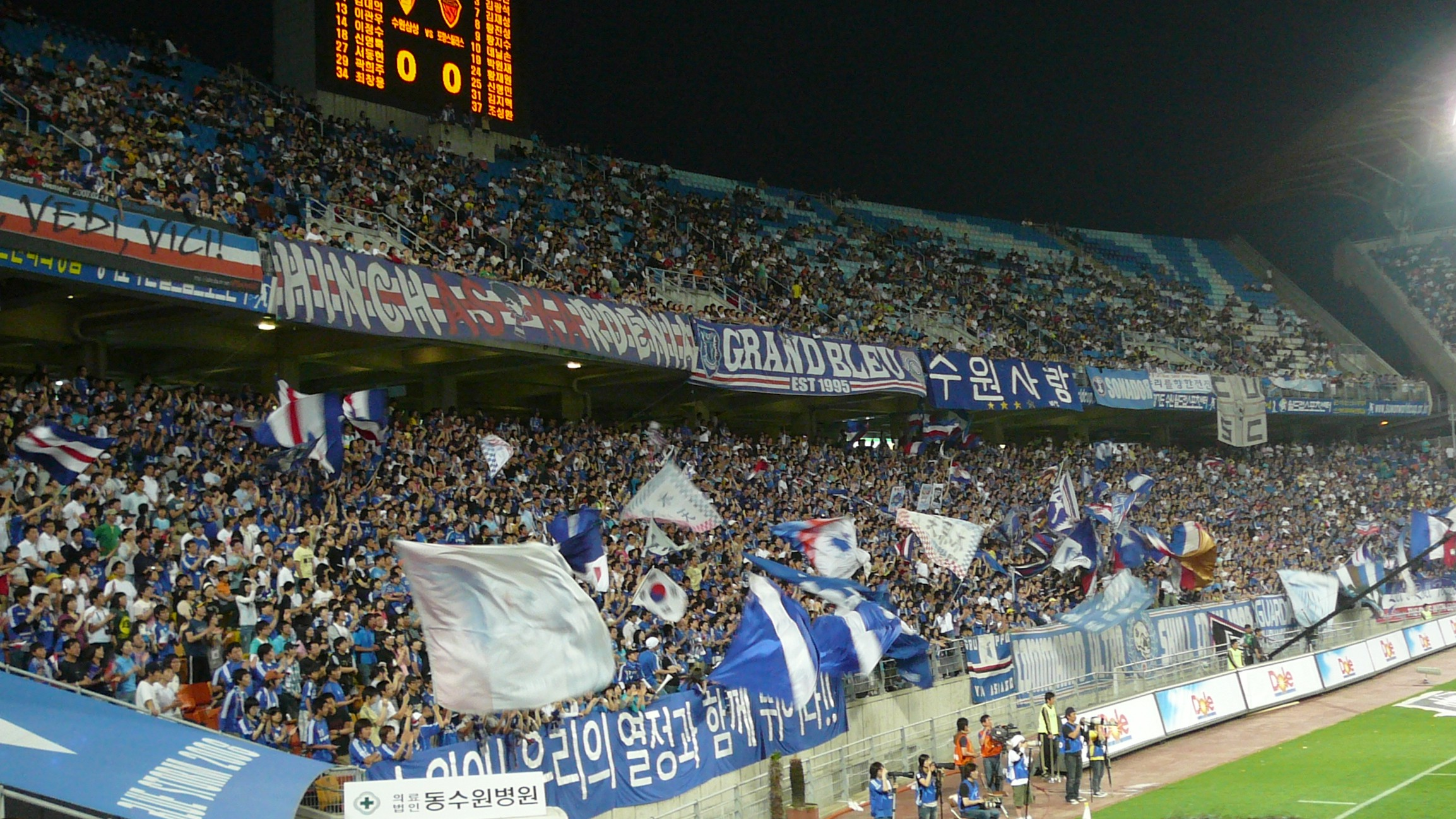
主球場內
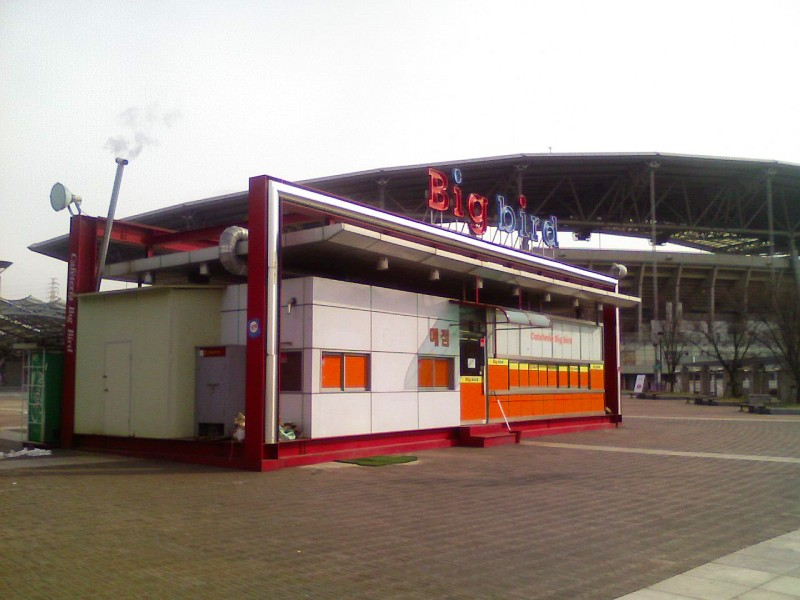
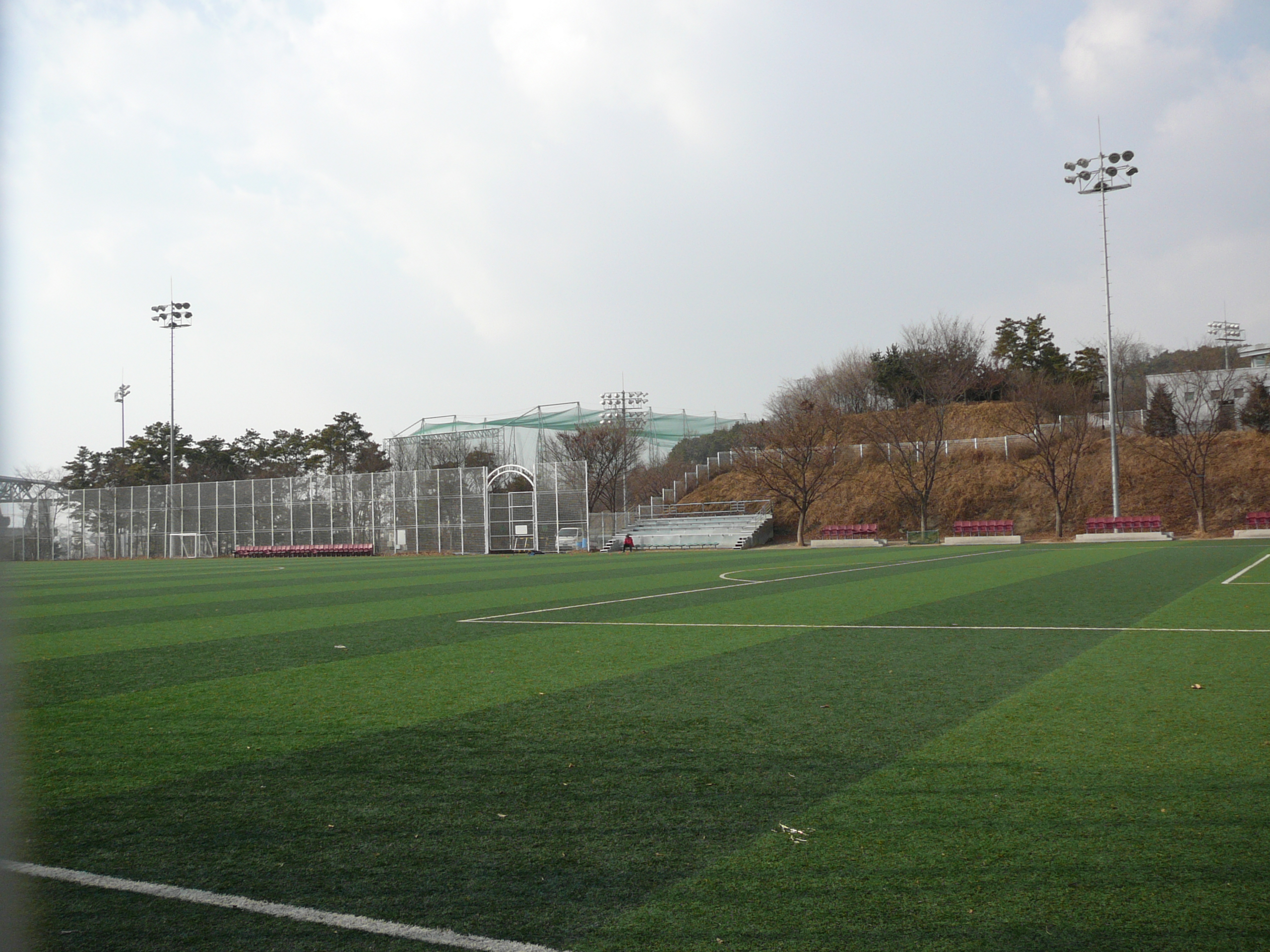
一個其它球場

## 外部連結
- 水原世界盃競技場